# Carl Kaiser-Herbst

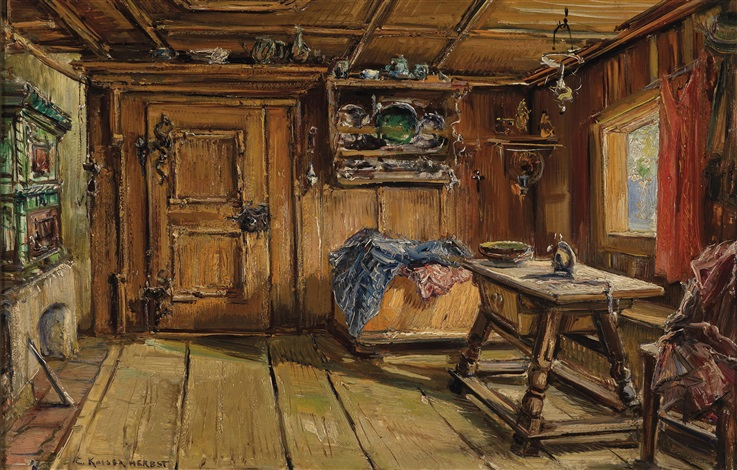
Tiroler Zimmer (um 1900)

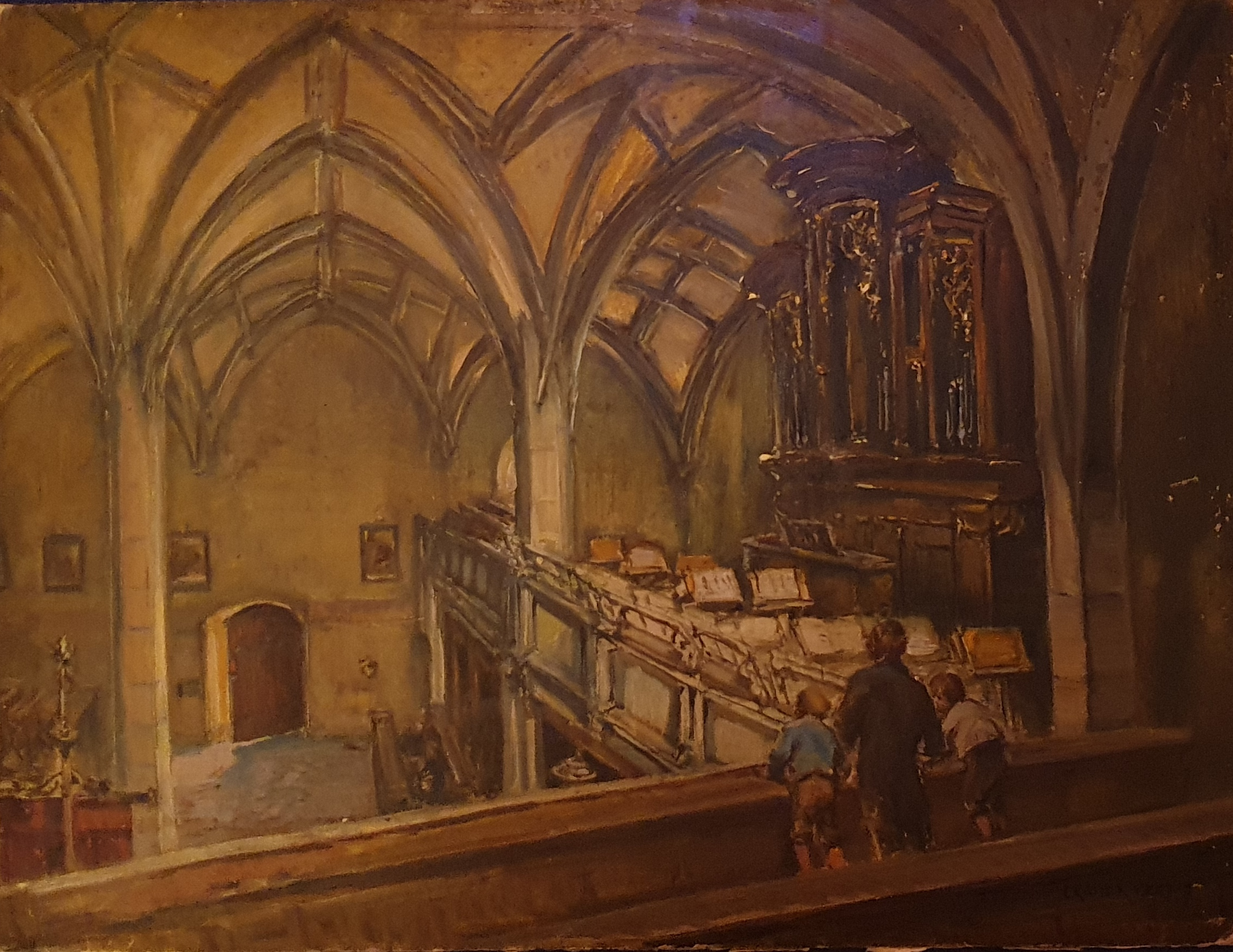
Die Kirche von Saxen (um 1920)

Carl Kaiser-Herbst manchmal auch Karl Kaiser-Herbst (* 8. November 1858 in Wien; † 7. Juni 1940 ebenda) war ein österreichischer Landschaftsmaler.
Kaiser-Herbst studierte ab 1878 an der Akademie der bildenden Künste Wien bei Christian Griepenkerl, dann bis 1886 an der Akademie der Bildenden Künste München bei Nikolaus Gysis und Josef Wenglein, wurde jedoch in das Matrikelbuch der Akademie nicht eingetragen.
Carl Kaiser-Herbst unternahm von 1890 bis 1894 Studienreisen in die Alpen, nach Dalmatien, Korfu und England.
Er stellte seine Landschaftsbilder 1892 in Paris aus, später auch in London, Glasgow, München, Wien und Baden bei Wien.
Die Badener Zeitung berichtet unter dem Titel „Die erste Badener Kunstausstellung (Fortsetzung)“ am 14. April 1906 von folgenden Werken, die von ihm ausgestellt waren: „Bauerngarten am Hallstädter See“, „Buchen im Schnee“, „Bevor die Buchen grünen“, „Motiv an der Schwechat“, „Brück am Wiener-Neustädter-Kanal“, „Antiker Brunnen aus Korfu“ und „Straße aus Hallstadt“.
Anfang 1909 erwarb der österreichische Kaiser Franz Joseph I. sein Ölgemälde „Straße in Chelsea“.
Den Zeitraum von 1905 bis 1909 verbrachte Kaiser-Herbst in England, kehrte 1910 wieder nach Wien zurück. Nach dem Ersten Weltkrieg malte er besonders oft im Burgenland.
Seine Ehefrau Emilie Kaiser-Schlepitzka (1865–1955) war ebenfalls Malerin.

## Würdigung
- Kaiser-Herbst ist in einem Ehrengrab am Wiener Zentralfriedhof bestattet (Gruppe 12C, Reihe 3, Nummer 25).